# Timo Harakka
Timo Olavi Harakka (ur. 31 grudnia 1962 w Helsinkach) – fiński polityk i dziennikarz, poseł do Eduskunty, w 2019 minister pracy, w latach 2019–2023 minister transportu i komunikacji.

## Życiorys
Absolwent akademii teatralnej Taideyliopiston Teatterikorkeakoulu z 2005. Prowadził własną działalność gospodarczą. Zajął się także zawodowo działalnością dziennikarską. Od 1981 pisał dla różnych tytułów prasowych. W latach 1997–2014 był producentem i dziennikarzem programów emitowanych przez publicznego nadawcę Yle. Autor publikacji książkowych, m.in. Spagettivatikaani (1995), Viemärirotta (1998), Luoton loppu (2009) i Suuri kiristys (2014).
Zaangażował się w działalność polityczną w ramach Socjaldemokratycznej Partii Finlandii. W 2015 po raz pierwszy został wybrany na posła do fińskiego parlamentu. Z powodzeniem się o reelekcję w wyborach w 2019 i 2023.
W 2017 bezskutecznie kandydował na funkcję przewodniczącego socjaldemokratów. W czerwcu 2019 został ministrem pracy w rządzie Anttiego Rinne. W grudniu 2019 w nowo powołanym gabinecie Sanny Marin przeszedł na urząd ministra transportu i komunikacji, który sprawował do czerwca 2023.